# Microsoft Entourage
Pour les articles homonymes, voir Entourage.
Microsoft Entourage est un client de messagerie et un gestionnaire d'informations personnelles développé par Microsoft pour Mac OS. Il est assez similaire à Outlook que Microsoft produit pour son système d'exploitation Windows. Les fonctions de gestion d'information personnelle d'Entourage intègrent un calendrier, un carnet d'adresses, un gestionnaire de tâches, une liste de notes et un gestionnaire de projet.
La première version d'Entourage est sortie avec Microsoft Office 2001 en octobre 2000 en remplacement de la version Macintosh de Outlook Express qui était apparue dans les versions précédentes. Ceci fut suivi par Entourage X qui était incluse dans Office v.X en novembre 2001 et Entourage 2004 en mai 2004.
Entourage avait quelques limitations avant qu'il ne devienne un client Microsoft Exchange (très utilisé dans les environnements des grandes entreprises) – par exemple, calendriers partagés et autres fonctions de groupware Exchange n'étaient pas disponibles dans Entourage alors qu'elles l'étaient dans la version Windows de Microsoft Outlook. Entourage a été remplacé par Outlook pour Macintosh dans Microsoft Office 2011 pour Mac, lancé le 16 octobre 2010.